# Ulf Diederichs
Ulf Diederichs (geboren am 14. Mai 1937 in Jena; gestorben am 4. Juni 2014) war ein deutscher Verleger und Autor.

## Leben und Wirken
Ulf Diederichs entstammte einer alten Verlegerfamilie, er war Enkel des Verlagsgründers Eugen Diederichs (1867–1930). Den Verlag führte er nach seinem Vater Peter Diederichs von 1973 bis 1988, bevor er 1987 an Heinrich Hugendubel verkauft wurde; 2008 ging der Verlag zur Verlagsgruppe Random House in München über.
Den Interessenschwerpunkt von Ulf Diederichs bildeten Märchen und Sagen und die Philosophie des Ostens. Er war langjähriger Herausgeber der Diederichs-Reihe Die Märchen der Weltliteratur und unter seiner Ägide erschien die Gelbe Reihe. Er gab neben verschiedenen anderen Veröffentlichungen mehrere Anthologien heraus.

## Schriften (Auswahl)
- Eugen Diederichs: Verleger, Buchgestalter, Publizist. Katalog zur Ausstellung in der Stadtbücherei im Wilhelmspalais, Stuttgart, 26. April – 12. Mai 1968. Stadt Stuttgart, Kulturamt, Stadtbücherei 1968.
- mit Christa Hinze: Fränkische Sagen. Verlag Diederichs, München 1993.
- Who’s who im Märchen. Deutscher Taschenbuch-Verlag, München 1995; Neuausgabe: Directmedia, Berlin 2007, ISBN 978-3-89853-302-7.
- Die Märchen der Weltliteratur 1912–1996. In: Marginalien. Zeitschrift für Buchkunst und Bibliophilie, herausgegeben von der Pirckheimer Gesellschaft, Bände 145–147, 1997.
  - Teil I: 1912–1945. In: Marginalien, Bd. 145.
  - Teil II: 1945–1977. In: Marginalien, Bd. 146.
  - Teil III: 1978–1996 und Register. In: Marginalien, Bd. 147.
- Agnes Miegel, Lulu von Strauß und Torney und das Haus Diederichs. Die Geschichte einer lebenslangen Freundschaft. Agnes-Miegel-Gesellschaft, Bad Nenndorf 2005, ISBN 3-928375-27-X.
- Eugen Diederichs und sein Verlag: Bibliographie und Buchgeschichte 1896 bis 1931. Wallstein, Göttingen 2014, ISBN 978-3-8353-1463-4.